# Creața, Ilfov
Creața este un sat în comuna Dascălu din județul Ilfov, Muntenia, România.
- satul Creața mai este cunoscut și cu denumirea de GOLAȘEI, denumire care venea dela numele unui familiei unui moșier, familie care a trăit în aceasta zona având în proprietate o mare suprafață de teren, este vorba de familia GOLAȘU.
- pe vremea comuniștilor , în perioada anilor 1980 acest sat a fost șters de pe hărțile administrative ale României , satul urmând afi demolat și zona transformată în zona agricolă din ordinul conducerii comuniste. din aceasta perioada a început plecarea cetățenilor din zonă, marea majoritate mutandu-se în comuna Voluntari județul Ilfov, actual Oraș Voluntari. Astfel, din aproximativ 1500 de locuitori ai satului Creața, înainte de revoluția din 1989 ,populația ajunsese a fi de aproximativ 120 de persoane, în marea majoritate bătrâni pensionari. După 1990 satul a beneficiat de refacerea străzilor prin turnarea de piatra de rău, iar după anul 2000 au fost asfaltate 2 străzi principale. În anul 2019 s-a asfaltat marea majoritate a străzilor. Satul a fost norocos pentru faptul că a venit revoluția și nu s-a mai pus în aplicare dispozițiile conducerii comuniste de dărâmare în totalitate a satului Creața.În prezent populația satului a început să crească prin refacerea caselor și stabilirea unor noi localnici în acest frumos sat.

 Acest articol despre o localitate din județul Ilfov este deocamdată un ciot. Puteți ajuta Wikipedia prin completarea lui.

## Personalități
- Ion (Bizeț) Ionescu (1870 - 1946), inginer, matematician.